# Gấu đỏ biến hình
Gấu đỏ biến hình (tựa gốc tiếng Anh: Turning Red) là một bộ phim hoạt hình trên máy tính của Mỹ, ra mắt vào tháng 3 năm 2022 trên dịch vụ xem phim trực tuyến Disney+ do Pixar Animation Studios sản xuất và Walt Disney Studios Motion Pictures phân phối. Phim do Domee Shi đạo diễn. Phim có sự tham gia lồng tiếng của Rosalie Chiang, Sandra Oh, Ava Morse, Hyein Park, Maitreyi Ramakrishnan, Orion Lee, Wai Ching Ho, Tristan Allerick Chen, James Hong.
Lấy bối cảnh tại Toronto vào năm 2002, bộ phim theo chân Meilin "Mei" Lee, một học sinh 13 tuổi người Canada gốc Hoa, kinh hoàng khi phát hiện ra khả năng biến thành một con gấu trúc đỏ khổng lồ bất cứ khi nào cô rơi vào trạng thái cảm xúc mạnh. Lấy cảm hứng từ những trải nghiệm của Shi ở Toronto, bộ phim bắt đầu được phát triển vào năm 2018 sau khi cô giới thiệu cho Pixar vào tháng 10 năm 2017. Đây là bộ phim Pixar đầu tiên chỉ do một phụ nữ làm đạo diễn.
Các buổi chiếu đặc biệt của Gấu đỏ biến hình đã diễn ra ở London tại Everyman Borough Yards vào ngày 21 tháng 2 năm 2022 và ở Toronto tại TIFF Bell Lightbox vào ngày 8 tháng 3. Phim được công chiếu lần đầu tại Nhà hát El Capitan ở Los Angeles vào ngày 1 tháng 3 và được phát hành vào ngày 11 tháng 3 trên dịch vụ phát trực tuyến của Disney+ và tại một số rạp chiếu hạn chế. Phim được phát hành rạp ở hầu hết các quốc gia không có Disney+ và nhận được đánh giá tích cực từ các nhà phê bình, mặc dù đây là một quả bom xịt phòng vé thu về 20 triệu đô la so với kinh phí 175 triệu đô la.

## Nội dung
Năm 2002, Meilin "Mei" Lee là một học sinh giỏi 13 tuổi người Canada gốc Hoa, sống ở Toronto. Miriam, Priya và Abby là bạn thân của cô ấy và họ đều là fan của nhóm nhạc nam 4*Town. Ming, mẹ của Mei luôn mong đợi sự hoàn hảo từ con gái và không chấp nhận những sở thích cá nhân của cô. Gia đình Lee dành cả ngày để chăm sóc ngôi đền Trung Hoa của họ.
Một đêm sau khi gặp ác mộng, Mei đột nhiên tỉnh dậy và phát hiện ra rằng cô đã biến thành một con gấu trúc lớn màu đỏ. Sau khi trốn cha mẹ, Mei phát hiện ra rằng cô ấy chỉ biến hình khi ở trong trạng thái cảm xúc cao độ. Sau đó, Ming phát hiện ra khi cô ấy vô tình làm Mei xấu hổ khi đánh nhau với một nhân viên bảo vệ trước lớp của cô ấy, khiến Mei phải nghỉ học và chạy về nhà.
Ming và Jin, cha của Mei, giải thích rằng mọi thành viên nữ trong gia đình họ đã được ban cho sự biến đổi do tổ tiên, và linh hồn gấu trúc đỏ chỉ có thể được phong ấn trong một lá bùa bằng một nghi lễ vào đêm Trăng Đỏ. Ming định nhốt Mei trong phòng cho đến tối hôm đó. Những người bạn của Mei vô tình phát hiện ra sự biến đổi của Mei nhưng lại thích nó, và Mei thấy rằng việc tập trung vào họ sẽ ngăn cô ấy biến thành một con gấu trúc đỏ. Cô thuyết phục cha mẹ để cô tiếp tục cuộc sống bình thường, mặc dù Ming vẫn tiếp tục theo dõi Mei.
4*Town thông báo họ sẽ đến lưu diễn ở Toronto, nhưng Ming không cho Mei tham dự. Sử dụng khả năng của mình, Mei và những người bạn của cô ấy bắt đầu góp số tiền cần thiết để mua vé xem 4*Town, đồng thời cố gắng tránh sự phát hiện của Ming. Tyler, một kẻ bắt nạt, yêu cầu Mei tham gia bữa tiệc sinh nhật của mình. Tại bữa tiệc, Mei phát hiện ra rằng buổi hòa nhạc sẽ diễn ra vào đêm nghi lễ. Cô ấy tức giận và tấn công Tyler khi cậu ta xúc phạm cô ấy, khiến mọi người hoảng sợ. Ming phát hiện ra những hoạt động gần đây của Mei và trừng phạt bạn bè của cô ấy vì đã khiến Mei lộ chuyện có thể trở thành gấu trúc đỏ. Mei không thể đứng ra bảo vệ bạn mình vì cô ấy sợ phải đứng lên chống lại Ming, khiến bạn bè cô phẫn nộ.
Bà của Mei, Wu và các dì, các bác của Mei đến hỗ trợ nghi lễ, nhưng ngay khi hình dạng gấu trúc đỏ sắp bị phong ấn, Mei quyết định giữ sức mạnh của mình và từ bỏ nghi lễ để tham gia buổi hòa nhạc tại SkyDome với bạn bè của cô ấy, những người đã tha thứ cho Mei vì những hành động của cô ấy tại bữa tiệc. Thật không may, trong lần trốn thoát khỏi ngôi đền, Mei đã vô tình làm hỏng tấm bùa hộ mệnh của mẹ cô; lấy lại tinh thần của mình, Ming vô cùng tức giận biến thành một con gấu trúc đỏ khổng lồ và làm gián đoạn buổi hòa nhạc, định lấy lại Mei bằng vũ lực. Trong khi khán giả giải tán, Mei và Ming tranh cãi về việc Mei từ bỏ nghi lễ, và Mei vô tình khiến mẹ cô bất tỉnh.
Những người còn lại trong gia đình Lee đến để hoàn thành một nghi lễ mới, với những người phụ nữ sử dụng hình dạng Gấu trúc đỏ của họ để giúp Mei đưa Ming bất tỉnh vào vòng tròn nghi lễ. Với tiếng hát của những người bạn của Mei và 4*Town, nghi thức mới sẽ đưa Mei, Ming và những người phụ nữ khác lên thế giới trung gian. Mei tìm cách hòa giải với Ming và giúp Ming hàn gắn mối quan hệ của cô với Wu, điều đã thúc đẩy tính cầu toàn của Ming. Những người phụ nữ Lee từ bỏ khả năng trở thành gấu trúc đỏ, nhưng Mei quyết định giữ nó lại vì cuối cùng cô ấy đang tìm ra người mình muốn trở thành.
Một thời gian sau, mối quan hệ của Mei và Ming đã được cải thiện và Mei cân bằng nhiệm vụ dọn dẹp đền thờ của mình với việc dành thời gian cho bạn bè, bây giờ bao gồm cả Tyler, mặc dù Ming buộc phải quyên tiền để trả lại cho thành phố vì những thiệt hại mà cô đã gây ra cho SkyDome.

## Diễn viên lồng tiếng
- Rosalie Chiang trong vai Meilin "Mei" Lee, một cô bé 13 tuổi người Canada gốc Hoa đột nhiên biến thành một con gấu trúc đỏ khổng lồ bất cứ khi nào cô trải qua bất kỳ cảm xúc mạnh mẽ nào, chẳng hạn như phấn khích hay lo lắng - do mối liên hệ thần bí của tổ tiên cô với màu đỏ gấu trúc - thứ cũng có tác dụng phụ là khiến màu tóc của cô ấy chuyển từ đen sang đỏ.
- Sandra Oh trong vai Ming Lee, người mẹ nghiêm khắc, bao bọc con và hống hách của Mei.
- Ava Morse trong vai Miriam, một cô gái tomboy hay hát, niềng răng, là một trong những người bạn thân nhất của Mei.
- Hyein Park trong vai Abby, một cô gái năng động và là một trong những người bạn thân nhất của Mei.
- Maitreyi Ramakrishnan trong vai Priya, một trong những người bạn thân nhất của Mei, người mà ngay cả khi vô cùng phấn khích, cô cũng thể hiện với biểu cảm và giọng nói trầm lắng.
- Orion Lee trong vai Jin Lee, cha của Mei.
- Wai Ching Ho trong vai Wu Lee, bà của Mei.
- Tristan Allerick Chen trong vai Tyler, bạn cùng lớp của Mei, người đã từng bắt nạt Mei.
- James Hong trong vai ông Gao, một ông lão địa phương.
- Addie Chandler trong vai Devon, người mà Mei yêu thầm và là nhân viên cửa hàng địa phương.
- Sasha Roiz trong vai ông Kieslowski, giáo viên của Mei.
- Lily Sanfelippo trong vai Stacy Frick, một trong những bạn học của Mei.

Ngoài ra, các dì, các bác của Mei - Chen, Ping, Helen và Lily - lần lượt được lồng tiếng bởi Lori Tan Chinn, Lillian Lim, Sherry Cola và Mia Tagano.
Các thành viên của nhóm nhạc 4*Town - Robaire, Jesse, Aaron Z., Aaron T. và Tae Young - lần lượt được lồng tiếng bởi Jordan Fisher, Finneas O'Connell, Josh Levi, Topher Ngo và Grayson Villanueva. Trong phiên bản Anh, Anne-Marie lồng tiếng cho Lauren, một trong những bạn học của Mei.

## Sản xuất

### Tuyển vai
Shi lần đầu tiên giới thiệu ý tưởng của Turning Red cho Pixar vào ngày 31/10/2017. Cùng năm đó Pixar đã thuê Chiang để hỗ trợ quá trình phát triển phim. Chiang khi đó mới 12 tuổi, được thuê một phần vì cô bé là một diễn viên nhí địa phương có trụ sở thuận tiện ở gần Fremont, chỉ cách trụ sở Emeryville của Pixar khoảng 56 km.

### Phát triển
Shi đã hoàn thành phim ngắn Bao vào năm 2017 khi Pixar mời cô ấy đưa ra ba ý tưởng cho một bộ phim dài đầy đủ. Khái niệm của phim đều dựa trên sự trưởng thành, tập trung vào các cô gái tuổi teen, với Turning Red dựa trên một cô gái trải qua "tuổi dậy thì kỳ diệu" mà Shi đã viết dựa trên trải nghiệm cá nhân của cô ấy. Shi nói: "Mọi người đều đã ở đó. Mọi người đều từng là những đứa trẻ 13 tuổi và cảm thấy như họ đang biến thành một con quái vật hoang dã, lông lá, và tôi nghĩ đó là lý do tại sao Pixar bị thu hút bởi nó."  Shi giới thiệu những khái niệm này, bao gồm cả Turning Red , cho Pixar vào ngày 31 tháng 10 năm 2017. Theo nhà sản xuất của Pixar, Lindsey Collins, người đã ngồi trong buổi họp sân của Chi, các nhân viên Pixar đã bị cuốn hút vào ý tưởng Turning Red vì "rõ ràng là Domee đã hiểu rõ hai nhân vật chính này là ai, rằng Mae và Ming thực sự là ai. rõ ràng và đặc biệt và độc đáo, hơn bất kỳ ý tưởng nào khác "và rằng" cô ấy đã có trải nghiệm thực sự cá nhân với hai nhân vật này giống như phiên bản của cuộc sống của chính cô ấy. Đó giống ma thuật, ngay tại đó. " 